# アルノルト・ブロンネン
アルノルト・ブロンネン（Arnolt Bronnen、1895年8月19日 - 1959年10月12日）はオーストリアの劇作家。本名はアルノルト・ブロンナー（Arnolt Bronner）。ベルトルト・ブレヒトから影響を受け、『父親殺し』（1920年、初演1922年）、『青春の誕生』（1922年）などの作品で知られる。1930年代後半からは反ナチ運動に加わり、戦後は東ドイツへ移住。東ベルリンで生涯を終えた。